# Ménas Ier d'Alexandrie (Copte)
Ménas Ier d'Alexandrie est un  patriarche copte d'Alexandrie de  767 à 775

## Contexte
Il succède à Michel Ier de 767 au 27 décembre 775.